# Andrew Seliskar
Andrew Hammond Seliskar (Charlotte, 26 de septiembre de 1996) es un deportista estadounidense que compite en natación.
Ganó una medalla de plata en el Campeonato Mundial de Natación de 2019 y dos medallas en el Campeonato Pan-Pacífico de Natación de 2018.
Participó en los Juegos Olímpicos de Tokio 2020, ocupando el cuarto lugar en la prueba de 4 × 200 m libre.

## Palmarés internacional
| Campeonato Mundial      | Campeonato Mundial      | Campeonato Mundial | Campeonato Mundial |
| Año                     | Lugar                   | Medalla            | Prueba             |
| ----------------------- | ----------------------- | ------------------ | ------------------ |
| 2019                    | Gwangju (Corea del Sur) | Medalla de bronce  | 4 × 200 m libre    |
| Campeonato Pan-Pacífico |                         |                    |                    |
| Año                     | Lugar                   | Medalla            | Prueba             |
| 2018                    | Tokio (Japón)           | Medalla de plata   | 200 m libre        |
| 2018                    | Tokio (Japón)           | Medalla de oro     | 4 × 200 m libre    |